# Callipteris aberrans
Callipteris aberrans là một loài thực vật có mạch trong họ Woodsiaceae. Loài này được (Maxon & C.V. Morton) L. Pacheco & R.C. Moran miêu tả khoa học đầu tiên năm 1999.